# روبرت بیرکر
روبرت بیرکر (انگلیسی: Robert Birker; ۲۱ فوریهٔ ۱۸۸۵ – ۲ اوت ۱۹۴۲) دوچرخه‌سوار اهل آلمان بود. وی در بازی‌های المپیک تابستانی ۱۹۱۲ شرکت کرده است.